# 天主教紐西蘭軍中教長區
天主教紐西蘭軍中教長區（拉丁語：Ordinariatus Militaris Nova Zelandia）是紐西蘭一個天主教的軍中教長區，直屬聖座，負責牧養信奉天主教的紐西蘭軍人及其家眷。
教長區2004年有6名司鐸。現任教長為約翰·阿徹利·迪尤。
1976年10月28日成立軍中代牧區，1986年7月21日被升為教長區。自1995年以來，教長均由惠靈頓總主教兼任。